# 마크 패튼

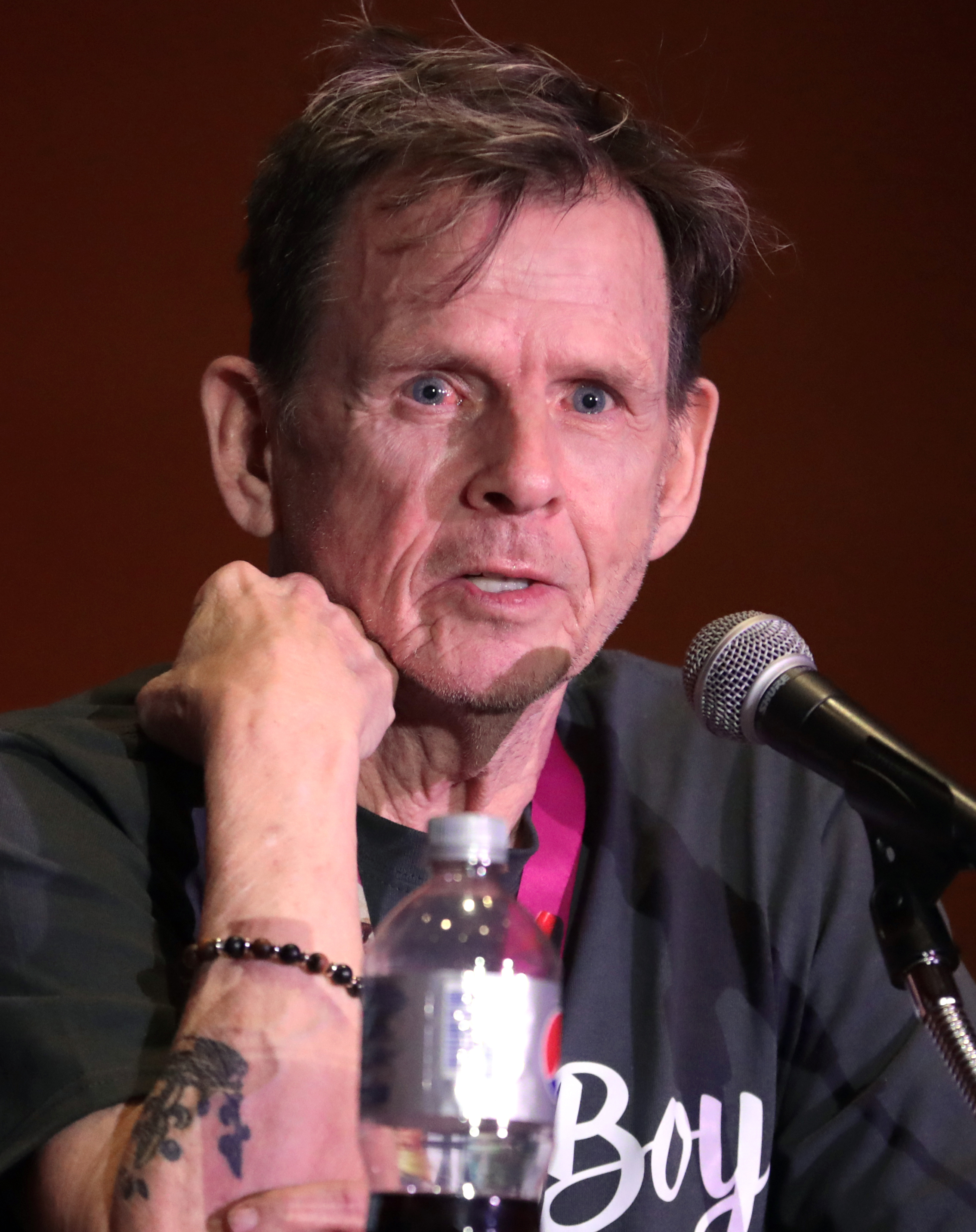

마크 패튼(Mark Patton, 1958년 9월 22일 ~ )은 미국의 배우, 영화배우이다.

## 영화
- 나이트메어 2 - 프레디의 복수 (1985년) - 제시 월쉬 역
- 무한한 힘 (1983년)
- 컴 백 (1982년)